# Volvi
Volvi (Grieks: Βόλβη) is sedert 2011 een fusiegemeente (dimos) in de Griekse bestuurlijke regio (periferia) Centraal-Macedonië.
De zes deelgemeenten (dimotiki enotita) van de fusiegemeente zijn:
- Agios Georgios (Άγιος Γεώργιος)
- Apollonia (Απολλωνία)
- Arethousa (Αρέθουσα)
- Egnatia (Εγνατία)
- Madytos (Μάδυτος)
- Rentina (Ρεντίνα)